# Кучеренко Андрій Ігорович
Андрі́й І́горович Кучере́нко — солдат Збройних сил України, учасник російсько-української війни, що відзначився під час російського вторгнення в Україну в 2022 році. Під час бойових дій був поранений та перебував на лікуванні у шпиталі.

## Нагороди
- орден «За мужність» III ступеня (2022) — за особисту мужність і самовіддані дії, виявлені у захисті державного суверенітету та територіальної цілісності України, вірність військовій присязі[2].